# Paklje
Paklje (en serbe cyrillique : Пакље) est un village de Serbie situé sur le territoire de la Ville de Valjevo, district de Kolubara. Au recensement de 2011, il comptait 112 habitants.

## Galerie

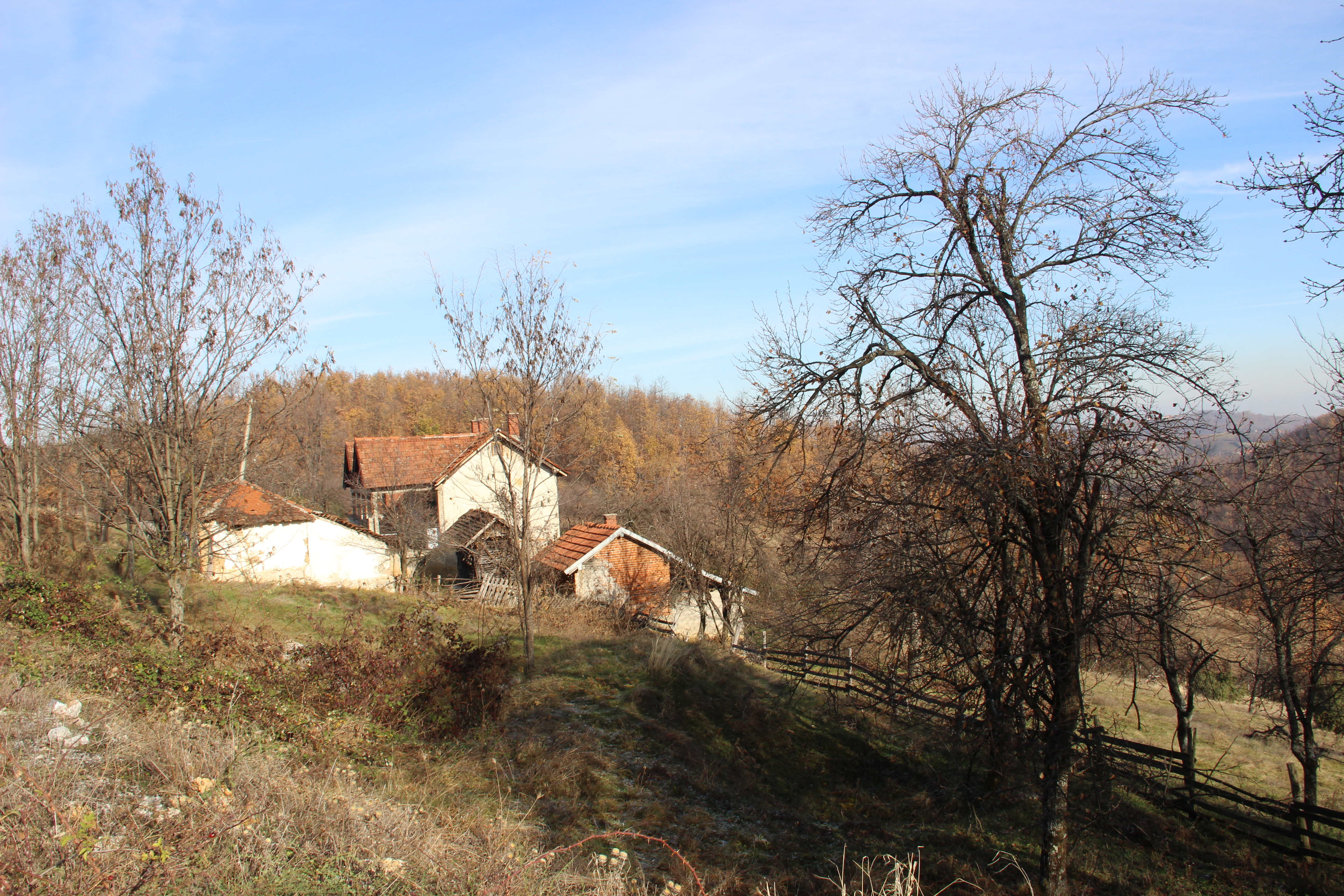
Paklje - panorama
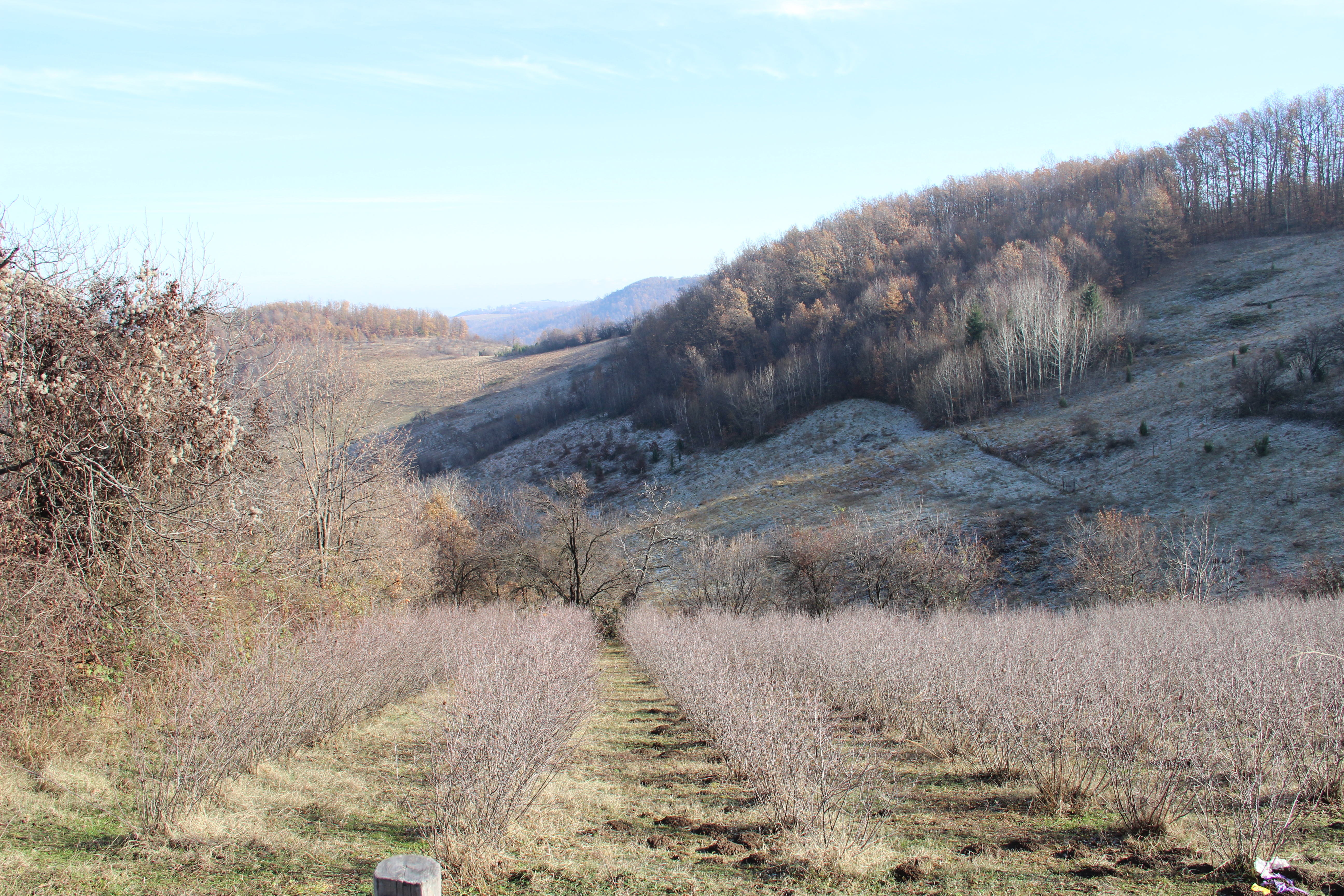
Paklje - panorama
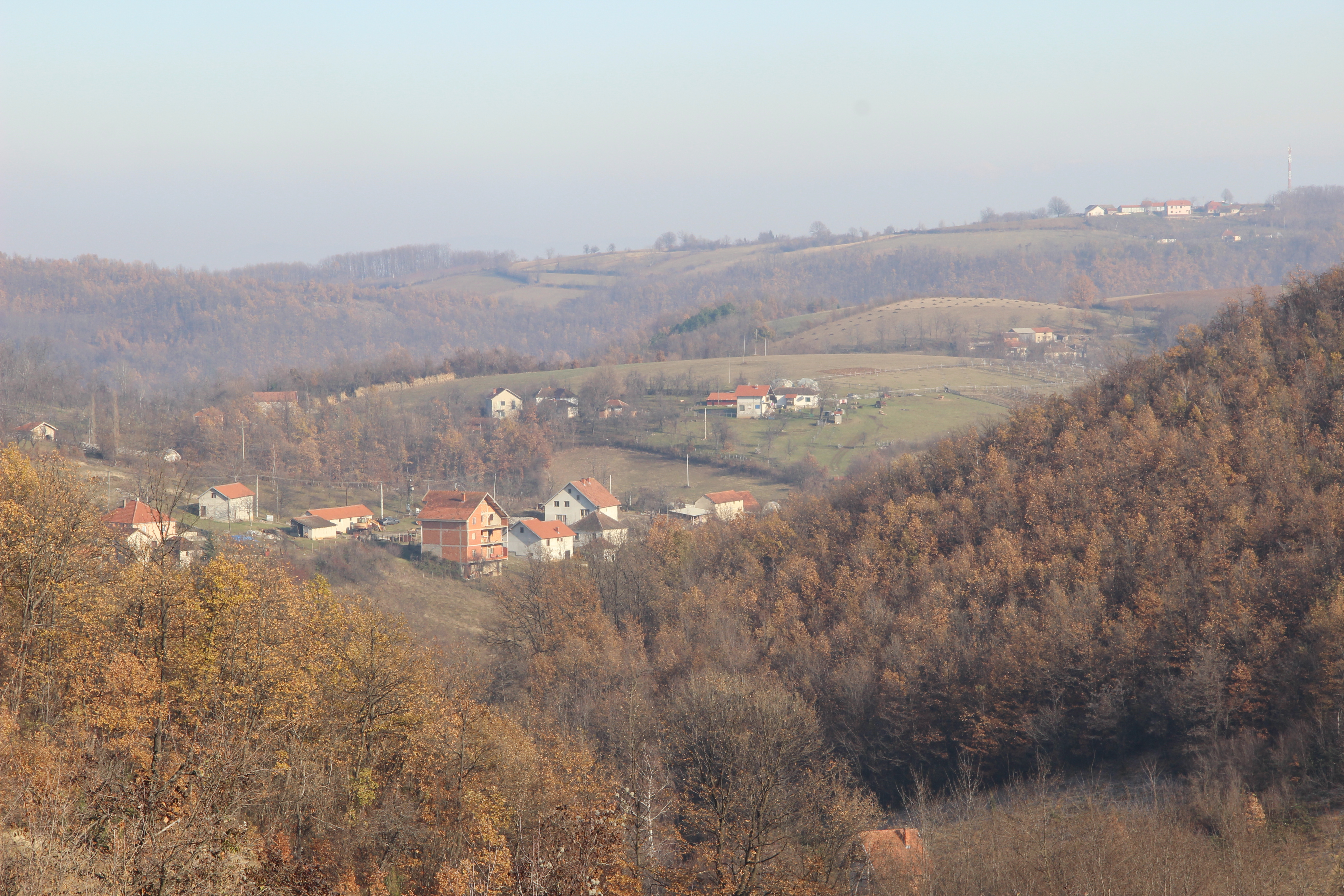
Paklje - panorama
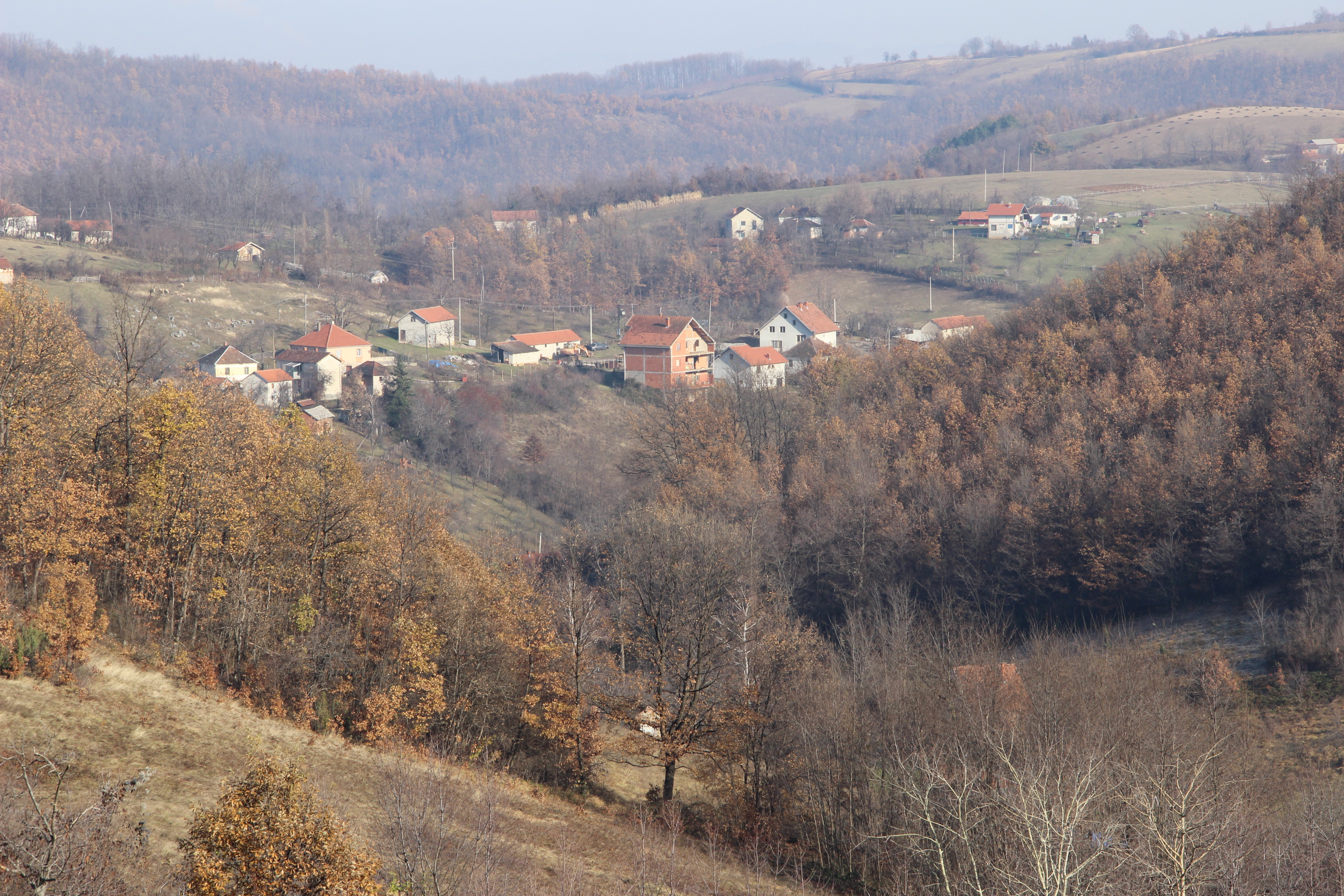
Paklje - panorama
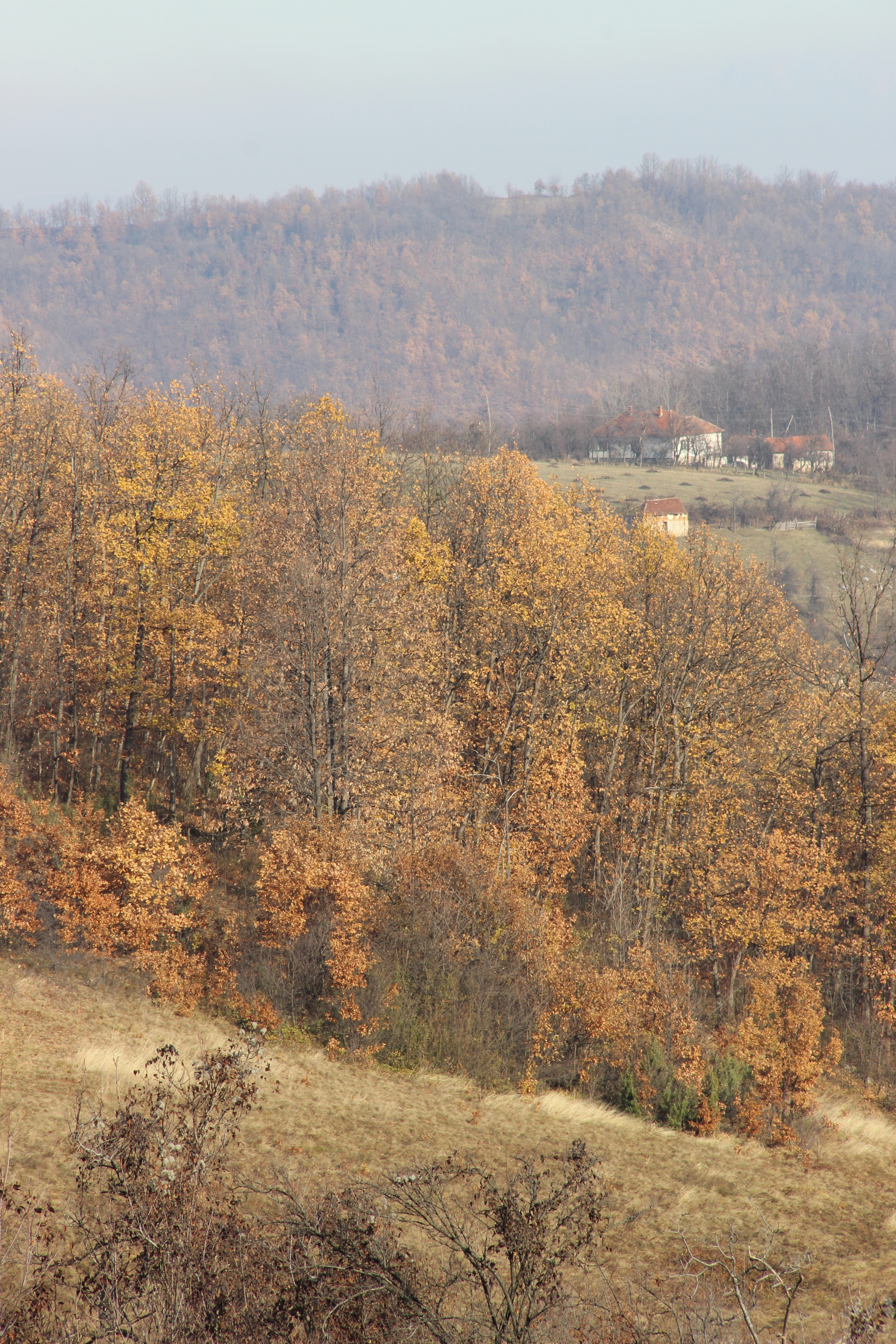
Paklje - panorama
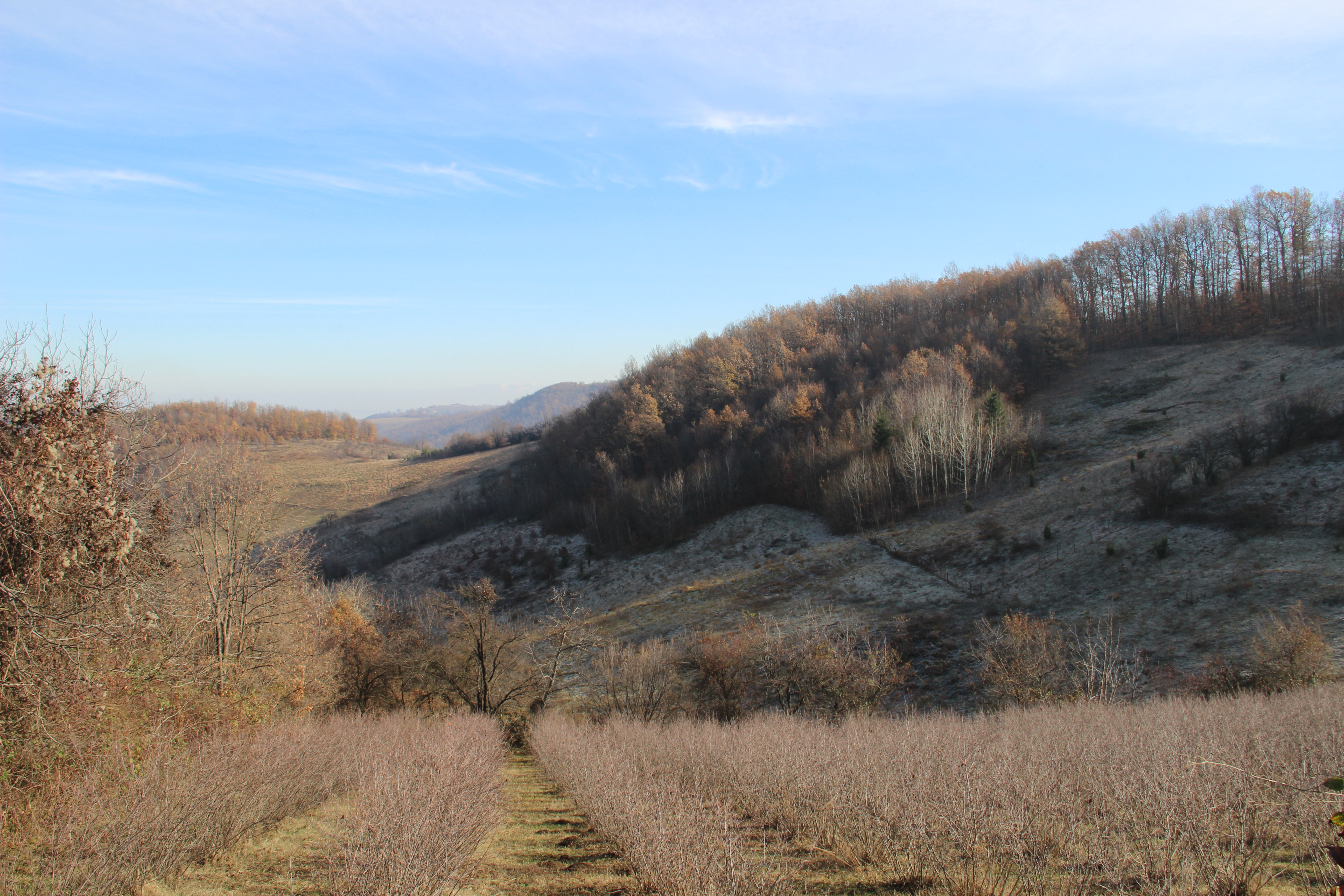
Paklje - panorama
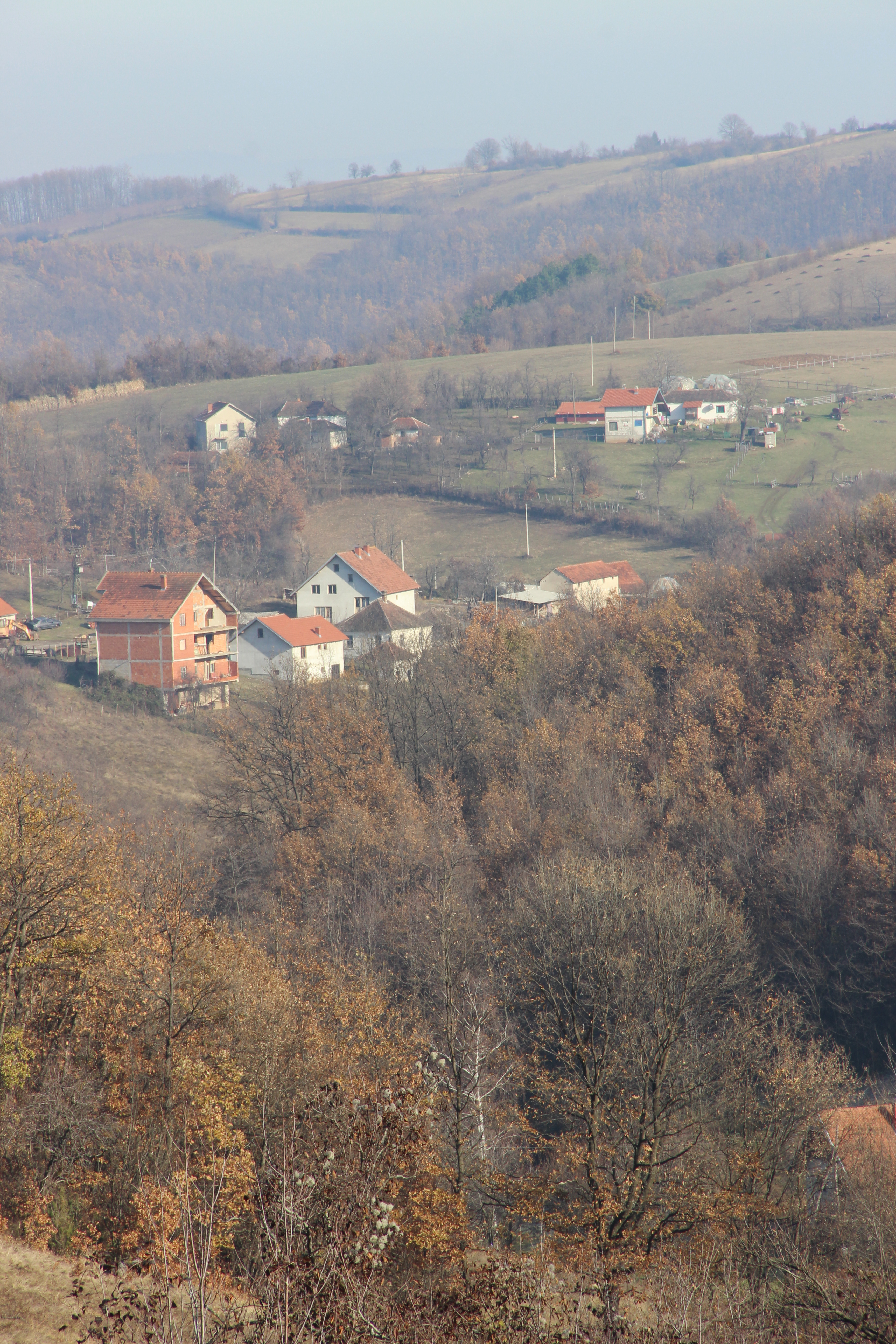
Paklje - panorama

## Démographie
| 1948 | 1953 | 1961 | 1971 | 1981 | 1991 | 2002 | 2011 |
| ---- | ---- | ---- | ---- | ---- | ---- | ---- | ---- |
| 258  | 273  | 237  | 214  | 171  | 130  | 120  | 112  |

|  |